# Легкі крейсери типу «Луїджі Кадорна»
Легкі крейсери типу «Луїджі Кадорна» (італ. Classe Luigi Cadorna) — другий підклас легких крейсерів Королівських ВМС Італії періоду Другої світової війни типу «Кондотьєрі» («Кондотьєрі» типу «B»).

## Історія створення
Із 6 замовлених крейсерів типу «Альберто да Джуссано» через фінансові труднощі були збудовані лише 4. Два крейсери були включені у програму 1929-1930 років.
Цей підклас отримав назву «Луїджі Кадорна», або  «Кондотьєрі» типу «B». Кораблі отримали назви на честь італійських генералів - учасників Першої світової війни.
Проект був скоригований, в нього були внесені зміни, які забезпечили:
- кращу остійність;
- посилене бронювання;
- змінилась форма надбудови;
- покращене розташування авіаційного озброєння;
- краще розташування універсальної артилерії.

## Представники
| Назва                        | Верф                                      | Закладений           | Спущений на воду     | Вступив у стрій     | Доля                                                           |
| ---------------------------- | ----------------------------------------- | -------------------- | -------------------- | ------------------- | -------------------------------------------------------------- |
| Луїджі Кадорна Luigi Cadorna | «Cantieri Riuniti dell'Adriatico», Трієст | 19 вересня 1930 року | 30 вересня 1931 року | 11 серпня 1933 року | виключений зі списків флоту у травні 1951 року, зданий на злам |
| Армандо Діац Armando Diaz    | «Cantiere navale del Muggiano», Ла-Спеція | 28 липня 1930 року   | 10 липня 1932 року   | 28 квітня 1933 року | потоплений 25 лютого 1941 року підводним човном «Апрайт»       |

## Конструкція

### Корпус та бронювання
Бронювання кораблів типу «Луїджі Кадорна», як і їх попередників, «Альберто да Джуссано», було дуже слабим та становило лише 8% від водотоннажності. Конструктори, розуміючи слабкість бронювання, встановили на відстані 1,8-3,5 м від бортів протиосколкову переборку. Бронювання палуби становило 20 мм, бойової рубки - 40 мм, башти головного калібру мали лобову броню 20 мм, даху і барбетів - 23 мм.
Вважалось, що така броня зможе витримати влучання 120-138-мм снарядів лідерів та есмінців імовірного противника. Від сильніших противників крейсери повинні були втікати, використовуючи перевагу у швидкості.

### Силова установка
Силова установка крейсерів складалась з двох турбін типу «Парсонс», пару для яких виробляли 6 котлів типу «Ярроу». Потужність силової установки становила 96 000 к.с. Проектна швидкість кораблів становила 35-37 вузлів. На випробуваннях вони показали більшу швидкість - 38-39 вузлів.
Запас палива становив 1180 т, що забезпечував автономність плавання у 3 088 миль при 18 вузлах, 1 500 миль при 30 вузлах і 986 миль при 34 вузлах.

### Озброєння
Артилерія головного калібру складалась з восьми 152-мм гармат, розміщених попарно в 4 баштах.
Універсальна артилерія складалась з шести 100-мм гармат.
Зенітна артилерія мала складатись з чотирьох спарених 37-мм гармат «Бреда» та чотирьох спарених 13,2-мм кулеметів. Але на момент будівництва кораблів налагодити виробництво 37-мм гармат не вдалось, і замість них встановили 2 одноствольні 40-мм автомати «Пом-пом». У 1938 році 40-мм зенітні автомати були демонтовані, замість них були встановлені вісім 20-мм автоматів «Бреда», розміщених попарно. У 1943 році з крейсера «Луїджі Кадорна» зняли 13,2-мм кулемети, замість них встановили 2 спарені і 4 одноствольні 20-мм зенітні автомати.
Торпедне озброєння складалось з  двох спарених 533-мм торпедних апаратів, розміщених уздовж бортів на верхній палубі. Протичовнове озброєння складалось з 32 глибинних бомб. Крім того, на крейсерах було встановлене обладнання для постановки мін.
Авіаційне озброєння складалось з 2 гідролітаків. Спочатку це були CANT 25, у 1938 році їх замінили на IMAM Ro.43. У 1943 році на «Луїджі Кадорна» катапульта для запуску літаків була демонтована.